# حريش أسود
حريش أسود (الاسم العلمي:Lithobius niger) هو نوع من المفصليات يتبع جنس الحريش من الفصيلة الحريشية.